# Bedale
Bedale ist eine Landstadt in der englischen Unitary Authority North Yorkshire. Gemäß Volkszählung besaß sie im Jahre 2001 insgesamt 4530 Einwohner.
Bedale besitzt seit 1251 Marktrecht, das damals von König Heinrich III. verliehen wurde. Der Ort ist reizvoll durch seine Georgianischen Häuser und die interessante Architektur.
Bedale liegt in der Mitte des kürzesten Weges (80 km) von der Ost- zur Westküste Englands. Von hier aus sind auch die Yorkshire Dales gut zu erreichen.